# Acanthochitona ciroi
Acanthochitona ciroi är en blötdjursart som beskrevs av Righi 1971. Acanthochitona ciroi ingår i släktet Acanthochitona och familjen Acanthochitonidae. Inga underarter finns listade i Catalogue of Life.